# Hydra utahensis
Hydra utahensis är en nässeldjursart som beskrevs av Libbie Henrietta Hyman 1931. Hydra utahensis ingår i släktet Hydra och familjen Hydridae. Inga underarter finns listade i Catalogue of Life.